# Ricinoides sjostedtii
Ricinoides sjostedtii är en spindeldjursart som först beskrevs av Hansen och Sørensen 1904.  Ricinoides sjostedtii ingår i släktet Ricinoides och familjen Ricinoididae. Inga underarter finns listade i Catalogue of Life.